# Intelsat 2
Intelsat 2, vormals PanAmSat 2 oder PAS-2, war ein Fernsehsatellit des Satellitenbetreibers Intelsat.

## Missionsverlauf
PanAmSat 2 wurde am 8. Juli 1994 an Bord einer Ariane-4-Trägerrakete vom Raumfahrtzentrum Guayana ins All befördert, wo er seinen Betrieb im September selben Jahres aufnahm. Er verbrachte den Großteil seiner Lebenszeit auf seiner geostationären Position bei 169° Ost. Im Jahr 2006 wurde PanAmSat von Intelsat übernommen, weshalb der Satellit am 1. Februar 2007 in Intelsat 2 umbenannt wurde.
Im Februar 2011 wurde er in einen Friedhofsorbit manövriert, welchen er am 28. Februar 2011 erreichte. Da sein Treibstoff zu diesem Zeitpunkt noch nicht ganz verbraucht war, konnte er bis Juli 2011 weiter arbeiten, bis er ganz abgeschaltet wurde.

## Technische Daten
Der Satellit wurde von Hughes Aircraft auf Basis des HS-601-Satellitenbusses gebaut. Er war mit jeweils 20 C- und Ku-Band-Transpondern ausgestattet und wurde durch Solarmodule und Batterien mit Strom versorgt. Er konnte in Asien, Australien und Russland empfangen werden.